# Ninth Reply
Ninth Reply는 신승훈의 9번째 정규앨범이며, 2004년 2월 2일에 발매됐다.

## 음반
9집 Ninth Reply는 앨범 타이틀처럼 자신을 오랫동안 사랑해준 팬들에게 그 사랑을 보답하고자 답장을 보낸다는 의미가 내포된 작품이다. 타이틀곡 〈그런 날이 오겠죠〉, 〈두 번 헤어지는 일〉, 〈哀心歌 (애심가)〉등이 대중의 사랑을 받았다. 특히 프롤로그인 'East Side Story'에서 '애심가'로 이어지는 구성은 국악과의 접목을 시도했다는 점에서 그 실험정신이 돋보이는데, 오케스트라의 연주와 가야금의 선율이 이뤄낸 절묘한 조화는 신승훈의 목소리와 어우러져 한국적인 색깔을 잘 담아내었다.

## 수록곡
| #             | 제목                                            | 작사            | 작곡            | 재생 시간 |
| ------------- | ----------------------------------------------- | --------------- | --------------- | --------- |
| 1.            | 〈Prologue / East Side Story〉                  |                 | 신승훈          | 1:59      |
| 2.            | 〈哀心歌 (애심가)〉                             | 심현보          | 신승훈          | 4:27      |
| 3.            | 〈두 번 헤어지는 일〉                           | 신승훈          | 신승훈          | 4:28      |
| 4.            | 〈그런 날이 오겠죠〉                            | 심현보          | 신승훈 • 박근태 | 4:49      |
| 5.            | 〈Come To Me〉                                  | 신승훈 • Minuki | 박근태          | 4:28      |
| 6.            | 〈Love Song〉                                   | 신승훈          | 신승훈          | 4:02      |
| 7.            | 〈그게 바로 사랑이죠〉                          | 신승훈 • 양재선 | 박근태          | 4:57      |
| 8.            | 〈시애틀의 잠 못 이루는 밤 (Duet With 김선경)〉 | 신승훈          | 신승훈          | 4:47      |
| 9.            | 〈어쩌죠〉                                      | 신승훈          | 신승훈          | 4:19      |
| 10.           | 〈게으름뱅이의 어느 날 아침〉                   | 이준호          | 이준호          | 4:55      |
| 11.           | 〈사랑해도 되나요〉                             | 신승훈 • Minuki | 박창현          | 3:23      |
| 12.           | 〈그댈 잊는다는 게〉                            | 신승훈          | 조영수          | 4:07      |
| 13.           | 〈네 멋대로 해라〉                              | Minuki          | 신승훈          | 4:24      |
| 14.           | 〈그녀와 마지막 춤을〉                          | 안영민          | 김종익          | 3:25      |
| 15.           | 〈哀而不悲Ⅱ (애이불비Ⅱ)〉                       | 양재선          | 신승훈          | 4:11      |
| 총 재생 시간: | 총 재생 시간:                                   | 총 재생 시간:   | 총 재생 시간:   | 1:00:01   |

## 제작진
- Produced by :  신승훈
- Executive Producer : 신승훈, 배성우
- Co-Arranged by : 신승훈
- Sound Supervisored by : 박근태 (4 • 5 • 7)
- Recording Studio : Booming Studio, Lead Sound, T Studio, Core Studio
- Recording Engineer : 조준성, 이충주
- Assistant Engineer : 김영식, 강해구, 최재영, 하정수, 윤원권
- Mixing Engineer : 임창덕, 고승욱
- Mastering Engineer : 최효영
- Mastering Studio : Sonic Korea
- Presented by : DOROTHY MUSIC CO. LTD